# 파티천국
파티천국은 에이앤비소프트에서 만든 모바일 게임이다.

## 개요
심심함과 지루함에 몸부림을 치던 리듬이와 꾸미 앞에 등장한 마토. 정체불명의 그는 리듬이와 꾸미를 파티천국으로 데려간다. 과연 리듬이와 꾸미는 파티천국에 적응을 하고 파티를 즐길 수 있을까?

## 특징
총 24개의 게임이 들어있으며, 4개의 파티에 각각 6개의 게임이 있다. 파티는 핼러윈(치치), 뮤직(펑키), 메카닉(메카V), 정글(티라노) 파티로 구성되어 있으며 해당하는 미션을 클리어 하면 보스랑 싸울 수 있다.  그 외에도 각 행성 별로 서바이벌과 파티, 보스파티가 존재하기 때문에 총 32가지 패턴이 있다.

## 캐릭터
| 일반 - 리듬이 - 꾸미 - 퍼니 - 몽 - 잭 - 플카 - 부기 - 탕이 | 보스 - 치치 - 펑키 - 메카V - 티라노 |

## 트로피
- 파티에서 금화 99개 달성: 돈에 눈먼자
- 모든 미션 오픈: 미션 중독자
- 플레이타임 200분 이상 (누적): 할일없는 백수
- 켜서 중간 종료 없이 60분간 게임: 지독한 중독자
- 10종 랭킹도전 모두 오픈: 랭킹도전 수집가
- 토너먼트 3회 우승: 토너먼트 전문가
- 서바이벌 3회 우승: 서바이벌 전문가
- 깃발뺏기 3회 우승: 깃발 수집가
- 12종 캐릭터 모두 오픈: 캐릭터 수집가
- 할로파티 3회 우승: 할로파티 전문가
- 뮤직파티 3회 우승: 뮤직파티 전문가
- 메카파티 3회 우승: 메카파티 전문가
- 정글파티 3회 우승: 정글파티 전문가
- 36종 파티모드 모두 오픈: 파티모드 애호가
- 24종 게임 모두 오픈: 게임 수집가
- 무한도전 15턴 돌파: 무한도전의 프로
- 할로보스 5회 우승: 할로보스 사냥꾼
- 뮤직보스 5회 우승: 뮤직보스 사냥꾼
- 메카보스 5회 우승: 메카보스 사냥꾼
- 정글보스 5회 우승: 정글보스 사냥꾼